# Enric Grey
 Enric Grey  (17 de gener de 1517 - 23 de febrer de 1554), Marquès de Dorset i Duc de Suffolk.
Va ser fill de Tomàs Grey, Segon Marquès de Dorset i la seva segona esposa Margarida Wotton, Marquesa de Dorset, va ser el pare de Joana Grey reina d'Anglaterra per 9 dies.
Va heretar el títol Marquès de Dorset en morir el seu pare.

## Matrimoni
El seu primer matrimoni va ser amb Catalina Fitzalan de qui es va divorciar al cap de poc, casant-se novament el 1533 amb Frances Brandon, filla de la Princesa Maria Tudor (germana d'Enric VIII) i Charles Brandon duc de Suffolk.
Amb Maria va tenir tres filles:
- Joana (Bradgate, 1537 - Londres, 1554);
- Caterina (1540 - Londres, 1568);
- Maria (1545 - 1578).

## Intrigues durant el regnat d'Eduard VI
Es va unir a John Dudley, duc de Northumberland, líder del Consell Reial que servia com a regent en nom del menor Eduard VI d'Anglaterra, que era rei des dels nou anys. Aprofitant l'ascendència de la seva esposa, que era cosina del Rei, Dudley i Enric van tractar de controlar la corona quan el malaltís rei Eduard va morir sense hereus.
El testament d'Enric VIII, pare del jove rei, deixava clar que si el seu fill moria sense descendència les successores a la corona havien de ser les seves filles Maria i Isabel, però Dudley i Enric van fer signar a un agonitzant Eduard un nou testament, que dictava que havien de ser els descendents de Frances Brandon els successors al tron. Tots dos van organitzar un acurat matrimoni entre els seus fills, celebrat el 21 de maig de 1553. El 6 de juliol del mateix any, Eduard va morir i als tres dies el consell va proclamar a Lady Joana Grey com a reina d'Anglaterra.

## Maria

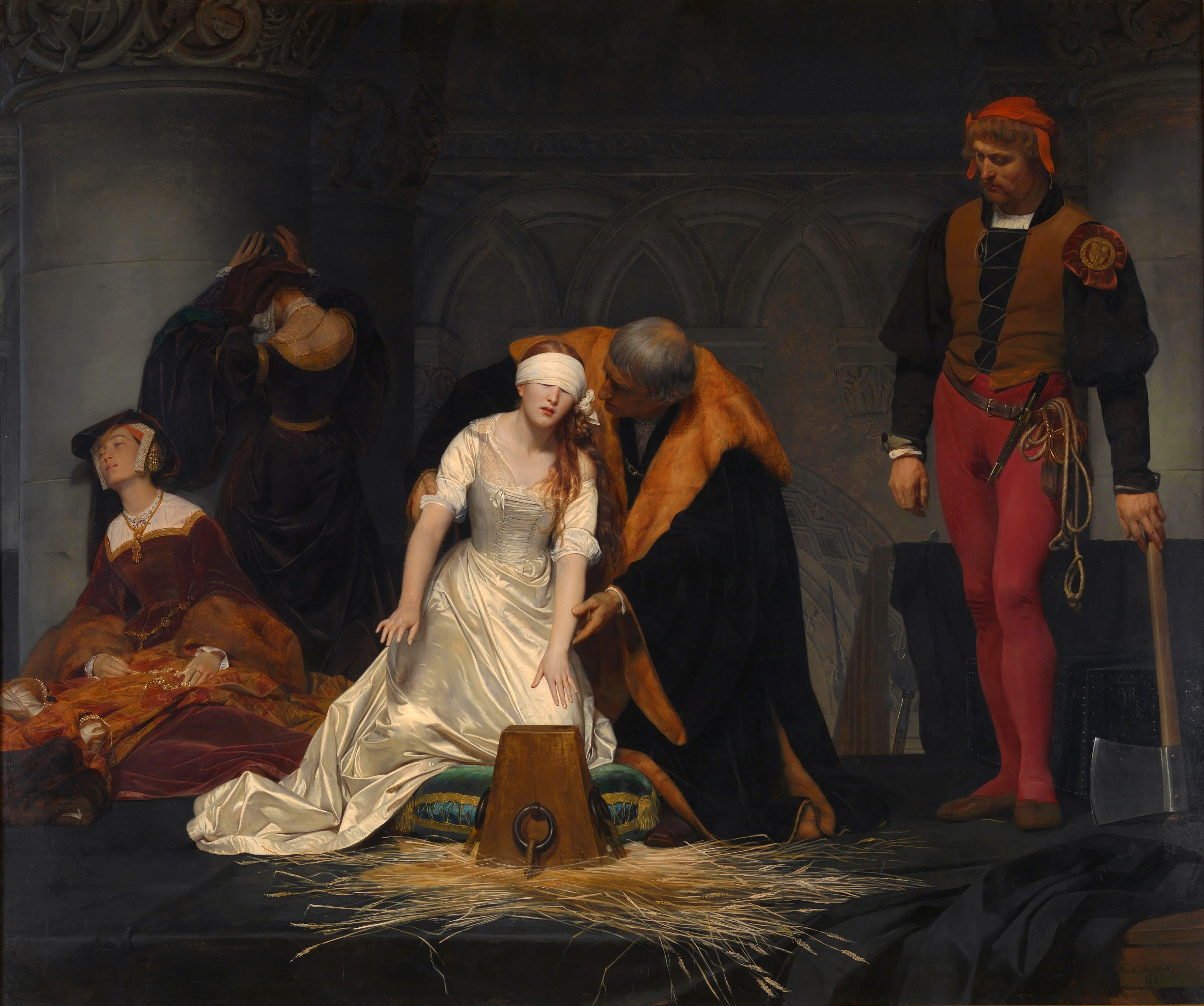
Execució de Joana Grey per Paul Delaroche.

El pla d'Enric i Dudley va funcionar 9 dies, el temps que va necessitar Maria, filla d'Enric VIII, per a reunir les forces necessàries per reivindicar els seus drets. El 19 de juliol de 1553 va ser proclamada reina i va condemnar a mort a Dudley, perdonant a Joana Grey, al seu pare Enric Gray i els altres implicats. Enric i els altres aliats perdonats van entrar a formar part del consell de Maria, ara coronada com Maria I d'Anglaterra.
La reina va enviar a Grey, en expedicions successives, a defensar els seus territoris de Calais i Guînes amençats per Enric II de França.
El matrimoni entre la reina i Felip II d'Espanya va crear molt descontentament a tot el país (Revolta de Thomas Wyatt). Entre els nobles que buscaven crear conflicte hi havia també el Duc de Suffolk, que al costat d'altres conspiradors van intentar fer pujar al tron, a Isabel, germana menor de Maria.
Les revoltes van ser dominades i els responsables empresonats i condemnats a mort. Enric Grey va ser decapitat el 23 de febrer de 1554.